# Dong Zhiming
Dong Zhiming (chiń. 董枝明; pinyin Dǒng Zhimíng; ur. 1937 w Weihai w prowincji Szantung, zm. 20 października 2024) – chiński paleontolog specjalizujący się w dinozaurach. Pracował w Institute of Vertebrate Paleontology and Paleoanthropology (IVPP) w Pekinie. Pracę w IVPP rozpoczął w 1962, gdy dyrektorem instytutu był inny chiński paleontolog – Yang Zhongjian.
Na jego cześć nazwano wiele gatunków wymarłych zwierząt, m.in. dinozaury: Sinraptor dongi, Caudipteryx dongi, Dashanpusaurus dongi oraz pterozaura Sinopterus dongi. Dong Zhiming uczestniczył w zebraniu i opisaniu większej liczby dinozaurów niż jakikolwiek inny paleontolog drugiej połowy XX wieku. Niektóre z nazwanych przez niego taksonów to:
- Homalocephalidae (1978)
- Micropachycephalosaurus (1978)
- Yangchuanosaurus (1978)
- Shunosaurus (1983)
- Datousaurus (1984)
- Gasosaurus (1985)
- Tianchisaurus (1993)
- Archaeoceratops (1997)
- Shidaisaurus (2009)
- Tianyulong (2009)

## Wybrane publikacje
- Dong Zhiming: Dinosaurs from China. Pekin: China Ocean Press & British Museum (Natural History), 1988. ISBN 0-565-01073-5. Brak numerów stron w książce
- Dong Zhiming: Dinosaurian Faunas of China. Pekin: China Ocean Press, 1992. ISBN 3-540-52084-8. Brak numerów stron w książce
- Dong Zhiming, S. Zhou, Y. Zhang. Dinosaurs from the Jurassic of Sichuan. „Palaeontologica Sinica”. 162 New Series C. 23, s. 1–136, 1983. Science Press Peking. (ang.).
- Dong Zhiming, Z. Tang. A short report on the dinosaur fauna from Dashanpu, Zigong, Sichuan. II. Ornithopoda. „Vertebrata PalAsiatica”. 21 (2), s. 168–171, 1983. Institute of Vertebrate Paleontology Paleoanthropology, Academia Sinica. (ang.).
- Dong Zhiming. An ankylosaur (ornithischian dinosaur) from the Middle Jurassic of the Junggar Basin, China. „Vertebrata Palasiatica”. 31, s. 258–264, 1993. (ang.).